# Selección femenina de fútbol sub-20 de Francia
La selección femenina de fútbol sub-20 de Francia es el equipo representativo de dicho país en las competiciones oficiales. Su organización está a cargo de la Federación Francesa de Fútbol, miembro de la UEFA y la FIFA.

## Estadísticas

### Copa Mundial Femenina Sub-20
| Año                     | Fase             | Posición        | PJ              | PG              | PE              | PP              | GF              | GC              |
| ----------------------- | ---------------- | --------------- | --------------- | --------------- | --------------- | --------------- | --------------- | --------------- |
| Canadá 2002             | Fase de grupos   | 9.º             | 3               | 1               | 0               | 2               | 2               | 7               |
| Tailandia 2004          | No se clasificó  | No se clasificó | No se clasificó | No se clasificó | No se clasificó | No se clasificó | No se clasificó | No se clasificó |
| Rusia 2006              | Cuartos de final | 7.º             | 4               | 2               | 0               | 2               | 7               | 3               |
| Chile 2008              | Semifinal        | 4.º             | 6               | 3               | 0               | 3               | 12              | 13              |
| Alemania 2010           | Fase de grupos   | 12.º            | 3               | 1               | 1               | 1               | 4               | 5               |
| Japón 2012              | No se clasificó  | No se clasificó | No se clasificó | No se clasificó | No se clasificó | No se clasificó | No se clasificó | No se clasificó |
| Canadá 2014             | Semifinal        | 3.º             | 6               | 4               | 1               | 1               | 16              | 5               |
| Papúa Nueva Guinea 2016 | Final            | 2.º             | 6               | 3               | 2               | 1               | 8               | 6               |
| Francia 2018            | Semifinal        | 4.º             | 6               | 3               | 2               | 1               | 10              | 3               |
| Costa Rica 2022         | Cuartos de final | 6.º             | 4               | 2               | 1               | 1               | 7               | 5               |
| Colombia 2024           | Octavos de final | 11.º            | 4               | 1               | 1               | 2               | 15              | 8               |
| Polonia 2026            | Clasificada      | Clasificada     | Clasificada     | Clasificada     | Clasificada     | Clasificada     | Clasificada     | Clasificada     |
| Total                   | 10/12            | 7.º             | 42              | 20              | 8               | 14              | 81              | 55              |

### Campeonato Europeo Femenino Sub-19 de la UEFA
| Año                                           | Fase               | Posición        | PJ              | PG              | PE              | PP              | GF              | GC              |
| --------------------------------------------- | ------------------ | --------------- | --------------- | --------------- | --------------- | --------------- | --------------- | --------------- |
| Campeonato Europeo Femenino Sub-18 de la UEFA |                    |                 |                 |                 |                 |                 |                 |                 |
| 1998                                          | Final              | 2.º             | 6               | 4               | 0               | 2               | 8               | 6               |
| 1999                                          | No se clasificó    | No se clasificó | No se clasificó | No se clasificó | No se clasificó | No se clasificó | No se clasificó | No se clasificó |
| 2000                                          | Cuadrangular Final | 4.º             | 3               | 0               | 0               | 3               | 4               | 9               |
| 2001                                          | No se clasificó    | No se clasificó | No se clasificó | No se clasificó | No se clasificó | No se clasificó | No se clasificó | No se clasificó |
| Campeonato Europeo Femenino Sub-19 de la UEFA |                    |                 |                 |                 |                 |                 |                 |                 |
| 2002                                          | Final              | 2.º             | 5               | 2               | 1               | 2               | 6               | 7               |
| 2003                                          | Final              | 1.º             | 5               | 3               | 1               | 1               | 10              | 6               |
| 2004                                          | Fase de grupos     | 5.º             | 3               | 1               | 1               | 1               | 4               | 5               |
| 2005                                          | Final              | 2.º             | 5               | 3               | 2               | 0               | 11              | 4               |
| 2006                                          | Final              | 2.º             | 5               | 4               | 0               | 1               | 9               | 4               |
| 2007                                          | Semifinal          | 3.º             | 4               | 2               | 0               | 2               | 8               | 7               |
| 2008                                          | Fase de grupos     | 6.º             | 3               | 1               | 1               | 1               | 3               | 4               |
| 2009                                          | Semifinal          | 3.º             | 4               | 2               | 0               | 2               | 8               | 7               |
| 2010                                          | Final              | 1.º             | 5               | 3               | 1               | 1               | 10              | 5               |
| 2011                                          | No se clasificó    | No se clasificó | No se clasificó | No se clasificó | No se clasificó | No se clasificó | No se clasificó | No se clasificó |
| 2012                                          | No se clasificó    | No se clasificó | No se clasificó | No se clasificó | No se clasificó | No se clasificó | No se clasificó | No se clasificó |
| 2013                                          | Final              | 1.º             | 5               | 4               | 1               | 0               | 10              | 2               |
| 2014                                          | No se clasificó    | No se clasificó | No se clasificó | No se clasificó | No se clasificó | No se clasificó | No se clasificó | No se clasificó |
| 2015                                          | Semifinal          | 3.º             | 4               | 3               | 1               | 0               | 7               | 1               |
| 2016                                          | Final              | 1.º             | 5               | 4               | 0               | 1               | 13              | 4               |
| 2017                                          | Final              | 2.º             | 5               | 3               | 0               | 2               | 11              | 7               |
| 2018                                          | Fase de grupos     | 7.º             | 3               | 0               | 1               | 2               | 3               | 5               |
| 2019                                          | Final              | 1.º             | 5               | 4               | 1               | 0               | 13              | 7               |
| 2022                                          | Semifinal          | 4°              | 4               | 1               | 2               | 1               | 6               | 4               |
| 2023                                          | Semifinal          | 3°              | 4               | 3               | 0               | 1               | 8               | 4               |
| 2024                                          | Semifinal          | 4°              | 4               | 2               | 0               | 2               | 9               | 4               |
| 2025                                          | Final              | 2.º             | 5               | 4               | 0               | 1               | 15              | 8               |
| 2026                                          | Por definir        | Por definir     | Por definir     | Por definir     | Por definir     | Por definir     | Por definir     | Por definir     |